# Margarita Maldonado Colón
Margarita Maldonado Colón (Bayamón, s. XX) és una escriptora i investigadora porto-riquenya. Tot i que va néixer a Bayamón, es va criar a Toa Baja.

## Carrera, formació i reconeixements
Escriptora de la generació del 70, va publicar més tard i amb molt de reconeixement el llibre El umbral del tiempo (2005), el qual s'ensenya en diverses universitats del país i també dels Estats Units. A més, gràcies a l'obra, va rebre el premi novel·lístic del PEN Club de Puerto Rico. Anteriorment, el 1999, havia guanyat el de l'Ateneu Porto-riqueny pel relat El primer día de la historia. Més endavant, el 2008, va publicar el seu recull de contes El envés de la frontera, en què inclou l'abans esmentat i d'altres inèdits.
Maldonado és una dedicada investigadora intel·lectual. La seva tesi de Màster del Departament d'Estudis Hispànics de la Universitat de Puerto Rico sobre el metge, jornalista, polític i escriptor Manuel Zeno Gandía es titula Garduña: El mundo del azúcar y el drama de una confrontación; Estudio sociológico (1993) i va merèixer-li elogis per part del comitè avaluador.
Avui, treballa en una continuació de la novel·la El umbral del tiempo i en altres narracions, i es dedica professionalment a tasques editorials per a Los libros de la Iguana.

## Obra
- El umbral del tiempo (novel·la, 2005) ISBN 1-881732-04-5
- El envés de la frontera (recull de contes, 2008) ISBN 0-9802106-5-8